# 延命寺 (四国中央市)
延命寺（えんめいじ）は、愛媛県四国中央市土居町土居に所在する真言宗御室派準別格本山の寺院。摩尼山（まにざん）、玲光院（れいこういん）と号す。本尊は延命地蔵菩薩。四国別格二十霊場十二番札所、伊予六地蔵霊場五番札所。通称・いざり松（誓いの松）、千枚通し本坊。
- 本尊真言：おん かかかびさんまえい そわか
- 御詠歌：千代かけて 誓の松の ほとりこそ なほありがたき 法の道かな

## 概要
奈良時代に四国巡錫中の行基が開創したと伝えられる。伝承では平安時代前期、空海（弘法大師）がこの地に松を植えた。その後、巡錫中に空海が植えた松の木の下で足の不自由な人を見た。空海は千枚通し霊符を創札し、霊符を一枚水に浮かべて飲ませると全快した。治癒してもらったこの人物はこれに感銘し空海より得度を受けた。法忍と名乗り、この地で千枚通しの霊符を継承したという。
この護符は当寺院で授かることができる。霊符を朝夕、祈念しながら飲むと病気平癒・安産に効果があるとされる。
空海手植え伝説の松は「土居のいざり松」と呼ばれ、明治時代には枝が傘状に東西30 m・南北20 mに広がっていたという。しかし、1968年（昭和43年）末に枯死した。2023年現在は幹だけが横たわり往時を偲ばせている。

## 境内
- 本堂：本尊は秘仏。

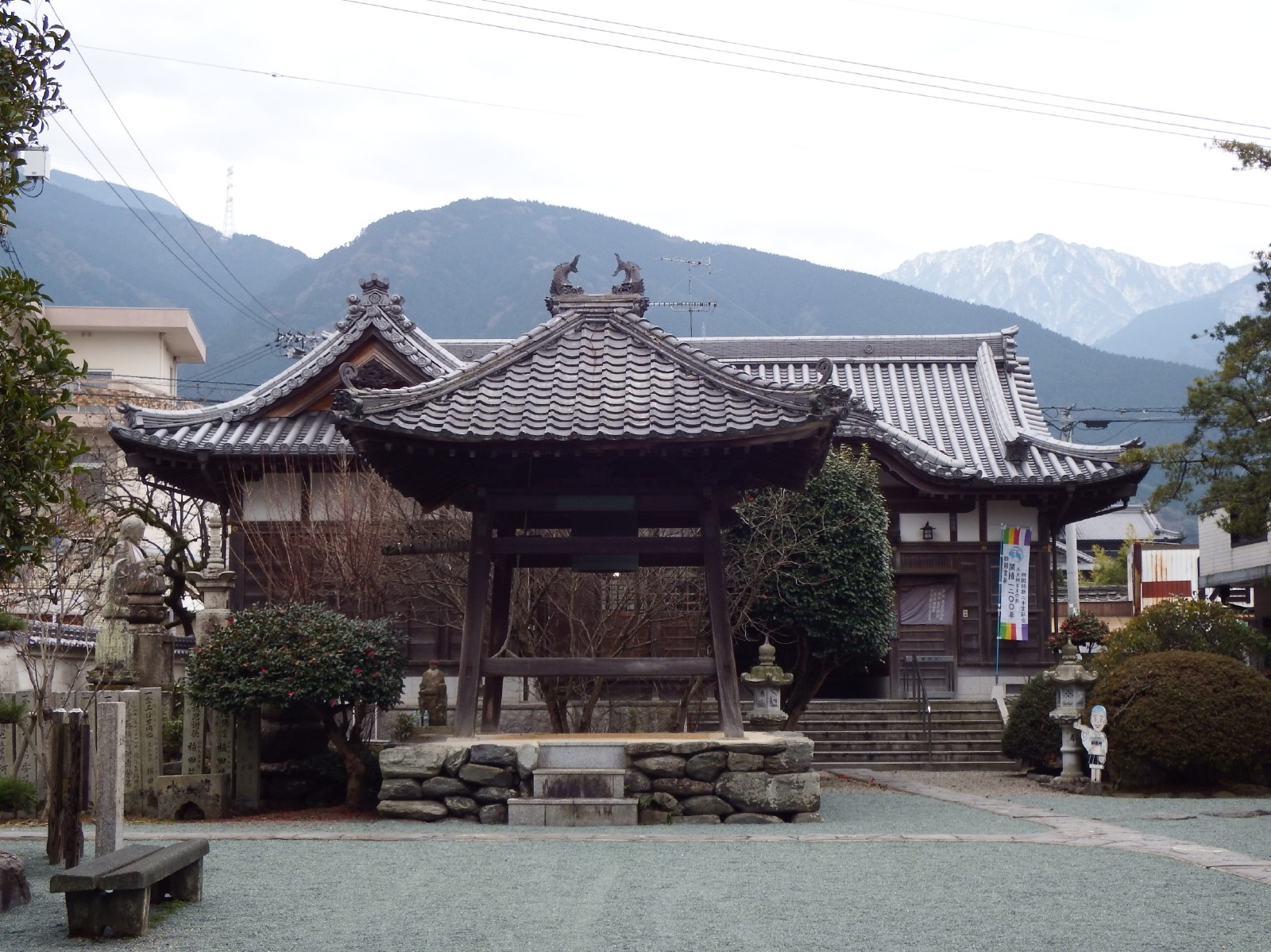
大師堂

- 大師堂：建物の中に入り大師像を拝顔できる。納経所も中にある。大師像が祀られている真下の床下に、江戸時代に当寺を中興した明清大和尚の墓石と入定行をするための竪穴がある。
- 鐘楼
- いざり松跡
- 句碑：いざり松跡に9基の句碑が立つ。
- 庫裡
- 駐車場：あり、無料

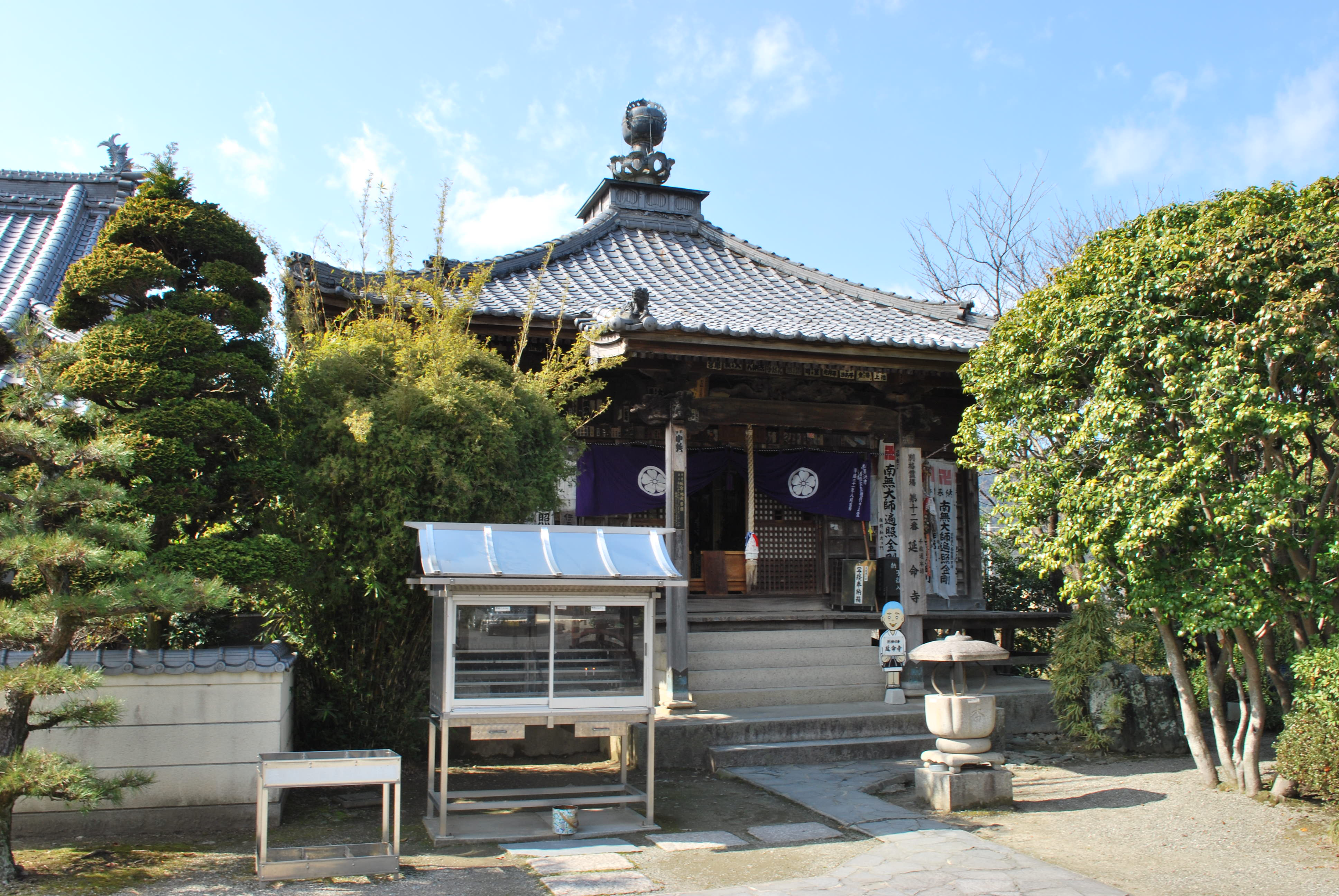
本堂
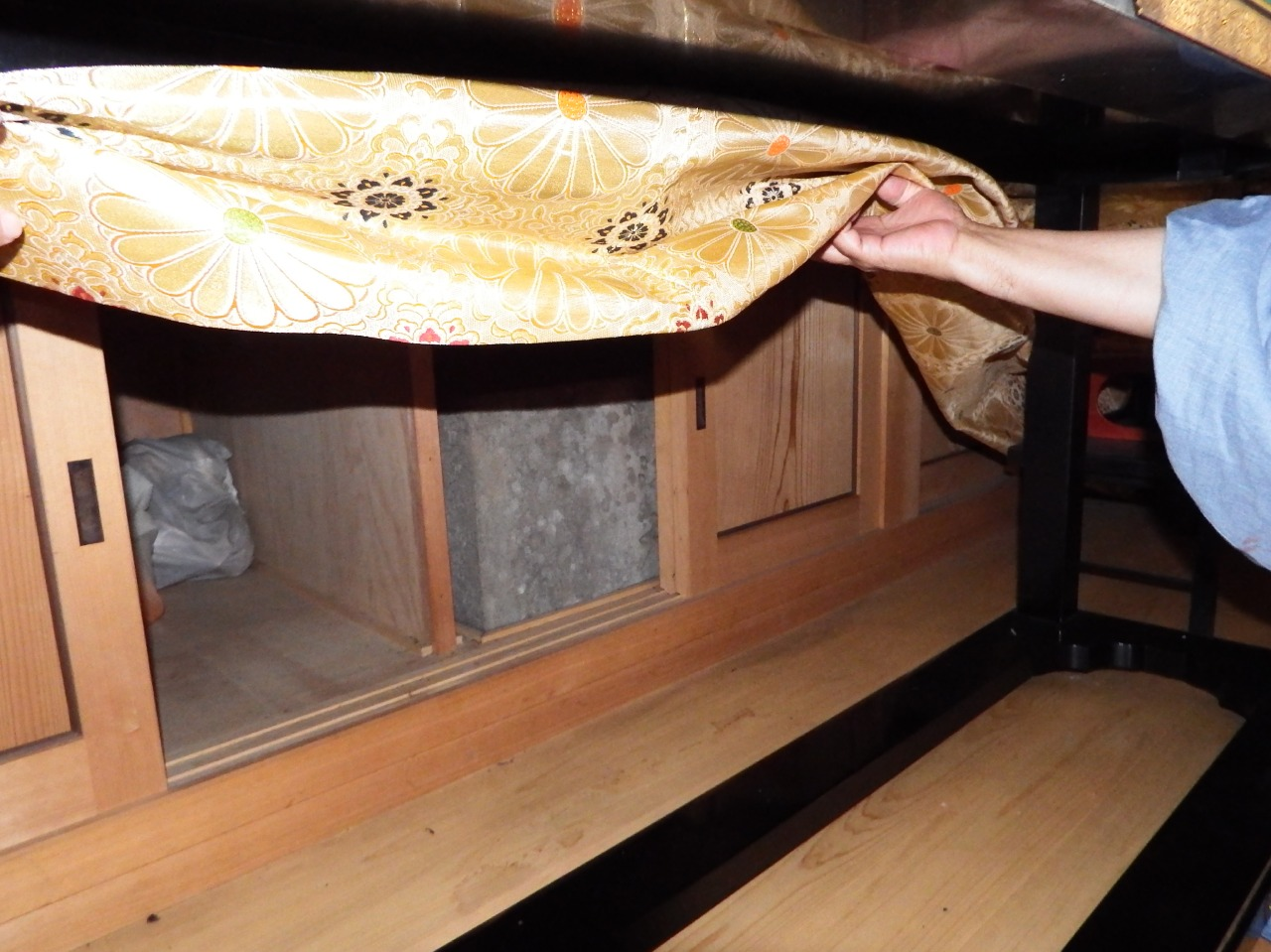
大師堂の大師像の真下にある墓石
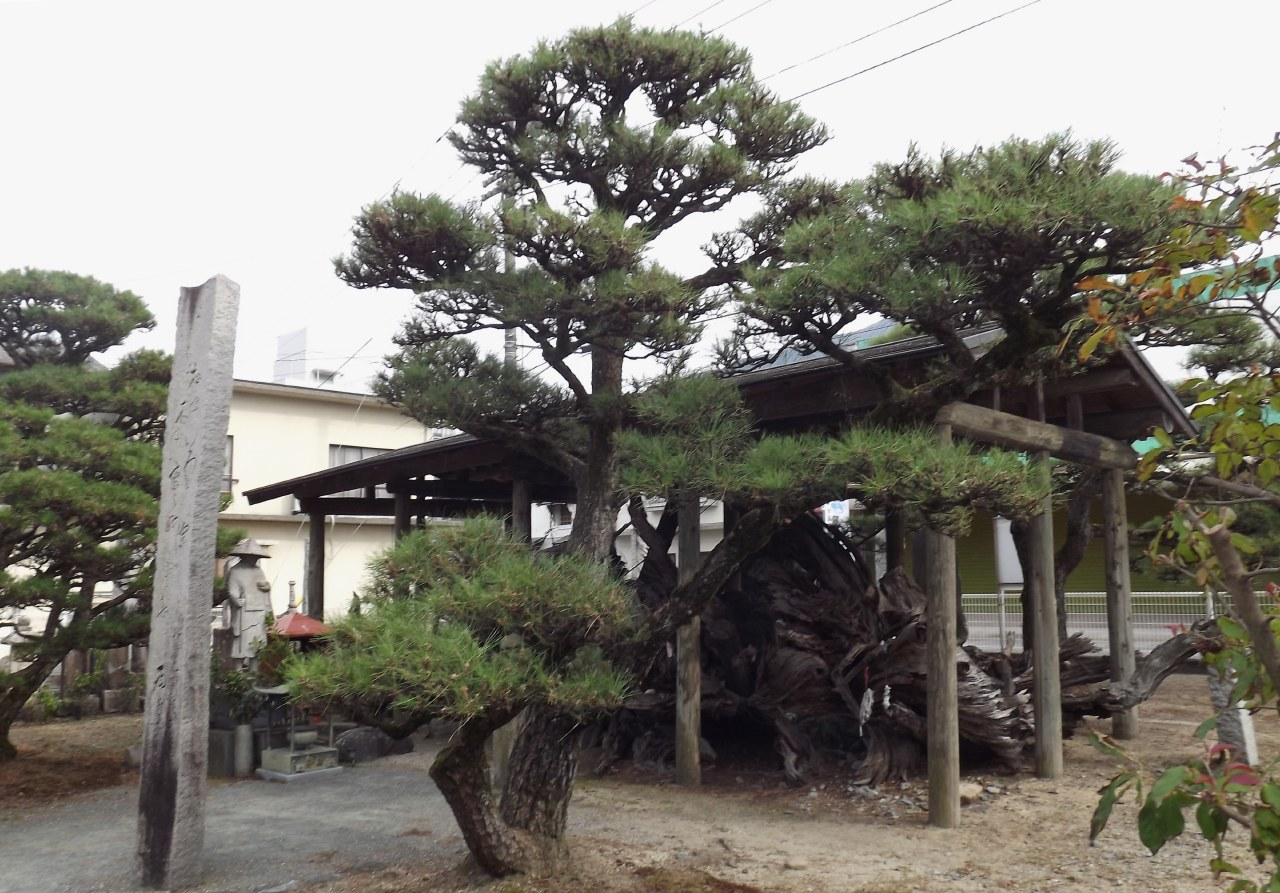
枯れた松の傍に新しい松

## 交通
鉄道
- JR四国 予讃線 – 伊予土居駅下車、徒歩11分 (0.7 km)

バス
- せとうちバス 新居浜営業所〜川之江営業所線 「入野」バス停下車、徒歩4分 (0.3 km)

道路
- 国道11号 入野交差点 (0.2 km)

## 前後の札所
四国別格二十霊場
11 生木地蔵 -- (39.7 km) -- 12 延命寺 -- (29.6 km) -- 13 仙龍寺